# Чистов, Сергей Александрович
Сергей Александрович Чистов (24 марта 1930, село Мануилово Орехово-Зуевского округа, теперь Московской области, Российская Федерация — 25 апреля 2018, Симферополь) — советский партийный деятель, 1-й секретарь Керченского городского комитета КПУ Крымской области. Депутат Верховного Совета УССР 9-10-го созывов.

## Биография
В 1947 году окончил Покровскую среднюю школу Московской области РСФСР.
В 1947—1953 г. — студент судостроительного факультета Московского технического института рыбной промышленности и хозяйства.
В 1953—1956 г. — старший инженер-конструктор, мастер, начальник суднокорпусного цеха Керченской судоверфи Крымской области.
В 1956—1961 г. — 2-й секретарь, 1-й секретарь Керченского городского комитета ЛКСМУ Крымской области.
Член КПСС с 1957 года.
В 1961—1962 г. — инструктор отдела организационно-партийной работы Крымского областного комитета КПУ.
В 1963—1964 г. — заместитель начальника цеха Керченского завода «Залив» Крымской области.
В 1964—1966 г. — председатель Керченского городского комитета партийно-государственного контроля, в 1966—1968 г. — председатель Керченского городского комитета народного контроля.
В 1968—1970 г. — слушатель Высшей партийной школы при ЦК КПСС.
В 1970—1974 г. — секретарь, 2-й секретарь Керченского городского комитета КПУ Крымской области.
В 1974—1984 г. — 1-й секретарь Керченского городского комитета КПУ Крымской области.
В 1985—1990 г. — председатель Партийной комиссии Крымского областного комитета КПУ.
Потом — на пенсии в городе Симферополе Автономной Республики Крым.
С 1998 — помощник председателя, ответственный секретарь Счётной палаты Верховной Рады Автономной Республики Крым.

## Награды
- орден Трудового Красного Знамени
- медали
- почетный гражданин города Керчи (2003)